# Cannes Classics 2020
Cannes Classics 2020 est la 17e édition de Cannes Classics, une section  de la sélection officielle du Festival de Cannes 2020, un festival de cinéma international se déroulant chaque année à Cannes (Alpes-Maritimes, Provence-Alpes-Côte d'Azur, France) durant douze jours pendant la seconde quinzaine du mois de mai.
Le festival est annulé en raison de la pandémie de Covid-19.

## Présentation
Initialement prévu du 12 au 23 mai 2020, le festival est annulé en raison de la pandémie de Covid-19. La sélection a été diffusée au Festival Lumière de Lyon en octobre 2020 et aux Rencontres cinématographiques de Cannes en novembre 2020.
Le programme de l’édition 2020 se compose de vingt-cinq longs métrages et de six documentaires.

## Sélection

### Longs métrages
| Titre                               | Réalisation                         | Pays             | Année |
| ----------------------------------- | ----------------------------------- | ---------------- | ----- |
| In the Mood for Love                | Wong Kar-wai                        | Hong Kong        | 2000  |
| Friendship's Death                  | Peter Wollen                        | Royaume-Uni      | 1987  |
| La Permission                       | Melvin Van Peebles                  | France           | 1967  |
| Pluie de juillet                    | Marlen Khutsiev                     | Russie           | 1966  |
| Quand les femmes ont pris la colère | Soizick Chappedelaine, René Vautier | France           | 1977  |
| Préparez vos mouchoirs              | Bertrand Blier                      | France           | 1977  |
| Hester Street                       | Joan Micklin Silver                 | États-Unis       | 1973  |
| Qui chante là-bas ?                 | Slobodan Šijan                      | Serbie           | 1980  |
| Prae dum                            | R.D. Pestonji                       | Thaïlande        | 1961  |
| Zhu Fu                              | Hu Sang                             | Chine            | 1956  |
| La Pierre lancée                    | Sándor Sára                         | Hongrie          | 1968  |
| Neige                               | Juliet Berto, Jean-Henri Roger      | France           | 1981  |
| Bambaru Avith                       | Dharmasena Pathiraja                | Sri Lanka        | 1978  |
| Bayanko: Kapit sa patalim           | Lino Brocka                         | Philippines      | 1984  |
| La Poupée                           | Jacques Baratier                    | France           | 1962  |
| La Clepsydre                        | Wojciech J. Has                     | Pologne          | 1973  |
| L'Amérique insolite                 | François Reichenbach                | France           | 1959  |
| Neuvième cercle                     | France Štiglic                      | Croatie          | 1960  |
| Muhammad Ali the Greatest           | William Klein                       | France           | 1974  |
| Accattone                           | Pier Paolo Pasolini                 | Italie           | 1961  |
| Shatranj-e baad                     | Mohammad Reza                       | Iran             | 1976  |
| La strada                           | Federico Fellini                    | Italie           | 1954  |
| Les feux du music-hall              | Alberto Lattuada, Federico Fellini  | Italie           | 1950  |
| Fellini degli Spiriti               | Anselma Dell'Olio                   | Italie, Belgique | ?     |
| À bout de souffle                   | Jean-Luc Godard                     | France           | 1960  |
| L'Avventura                         | Michelangelo Antonioni              | France           | 1960  |

### Documentaires
| Titre                                   | Réalisation                  | Pays       | Année |
| --------------------------------------- | ---------------------------- | ---------- | ----- |
| Wim Wenders, Desperado                  | Eric Friedler, Andreas Frege | Allemagne  | 2020  |
| Alida (Alida Valli)                     | Mimmo Verdesca               | Italie     | 2020  |
| Charlie Chaplin, le génie de la liberté | François Aymé, Yves Jeuland  | France     | 2020  |
| Be Water                                | Bao Nguyen                   | États-Unis | 2020  |
| BELUSHI                                 | R.J. Cutler                  | États-Unis | 2020  |
| Antena da raça                          | Paloma Rocha, Luís Abramo    | Brésil     | 2020  |